# Astathes levis
Astathes levis là một loài bọ cánh cứng trong họ Cerambycidae.